# Teatro Académico Estatal de Drama de Azerbaiyán
El Teatro Académico Estatal de Drama de Azerbaiyán (en azerí: Azərbaycan Dövlət Akademik Milli Dram Teatrı) es uno de los principales teatros de Azerbaiyán. El teatro actual fue diseñado en 1919 y se encuentra en la Avenida Fuzuli de la ciudad de Bakú.
Fundado en 1873, es el teatro moderno con más antigüedad de Azerbaiyán. Conocidos actores y directores como Mirzaga Aliyev, Sidgi Ruhula, Merziyye Davudova, Elesker Ekberov, Adil Iskenderov, Khokume Gurbanova, Ismayil Dagistanli, Ismayil Osmanli, Mohsun Senani y Rza Tehmasib. El teatro lleva el nombre de Mirza Fatali Akhundov, considerado el fundador de la literatura moderna azerí.

## Historia
La obra  El visir de khanato Lenkoran de Mirza Fatali Akhundov, interpretada el 10 de marzo de 1873 por los alumnos de la escuela real de Bakú bajo la dirección de Hasan bek Zardabi, sentó las bases del teatro nacional a nivel profesional.
En 1919 las compañías de teatro azerbaiyanas se unieron y así el teatro recibió el estatuto de estatal. En distintos años el teatro llevó varios nombres: "El teatro nacional", "El teatro unido estatal ", "El teatro dramático azerbaiyano-turco", etc. En los años 1923-1933 el teatro llevaba el nombre de Dadash Buniatzadeh, en 1933-1991 - de Mashadi Azizbayov. En 1991, el teatro fue nombrado al "Teatro Académico Estatal de Drama de Azerbaiyán".
En 1960 fue construida la edificación del teatro, los arquitectos del cual fueron H. Alizadeh y M. Madatov; en 1962 frente al edificio se estableció  el monumento de Fuzuli.

En la época soviética, al teatro, por su éxito, se le han concedido varios premios de la Unión Soviética.

Interior del edificio del teatro
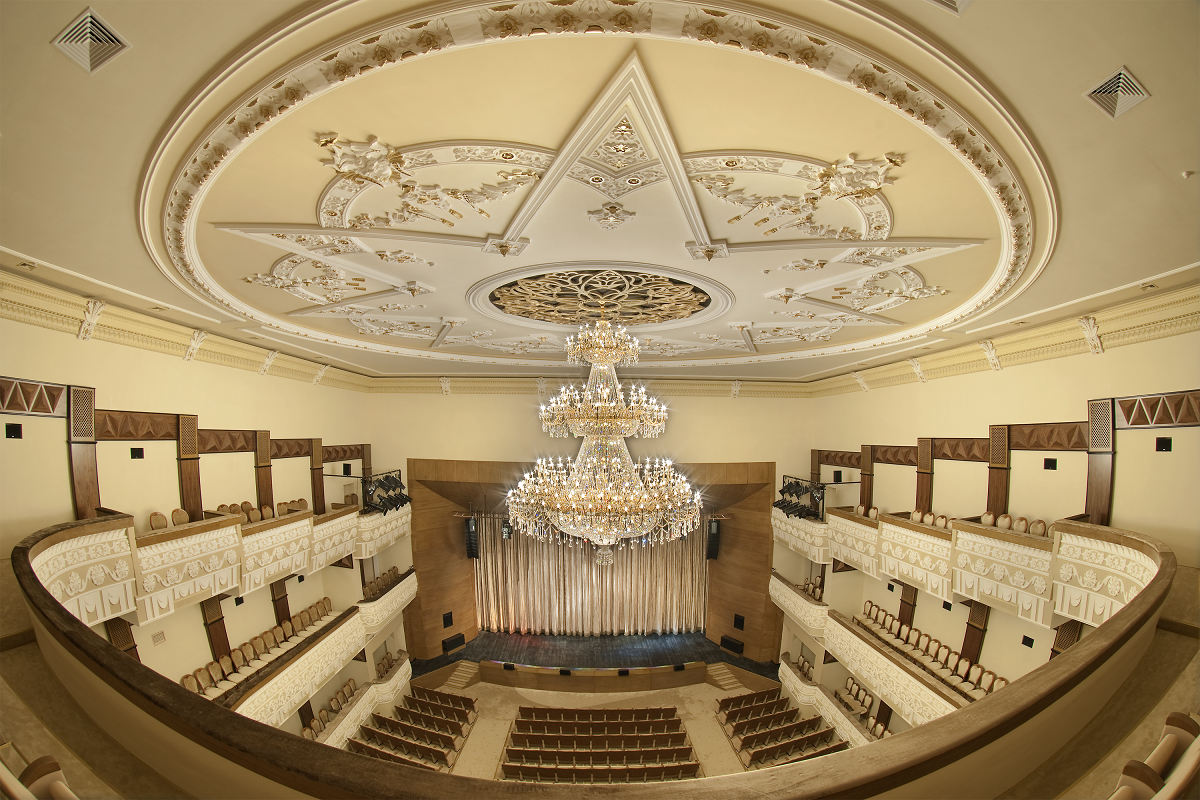
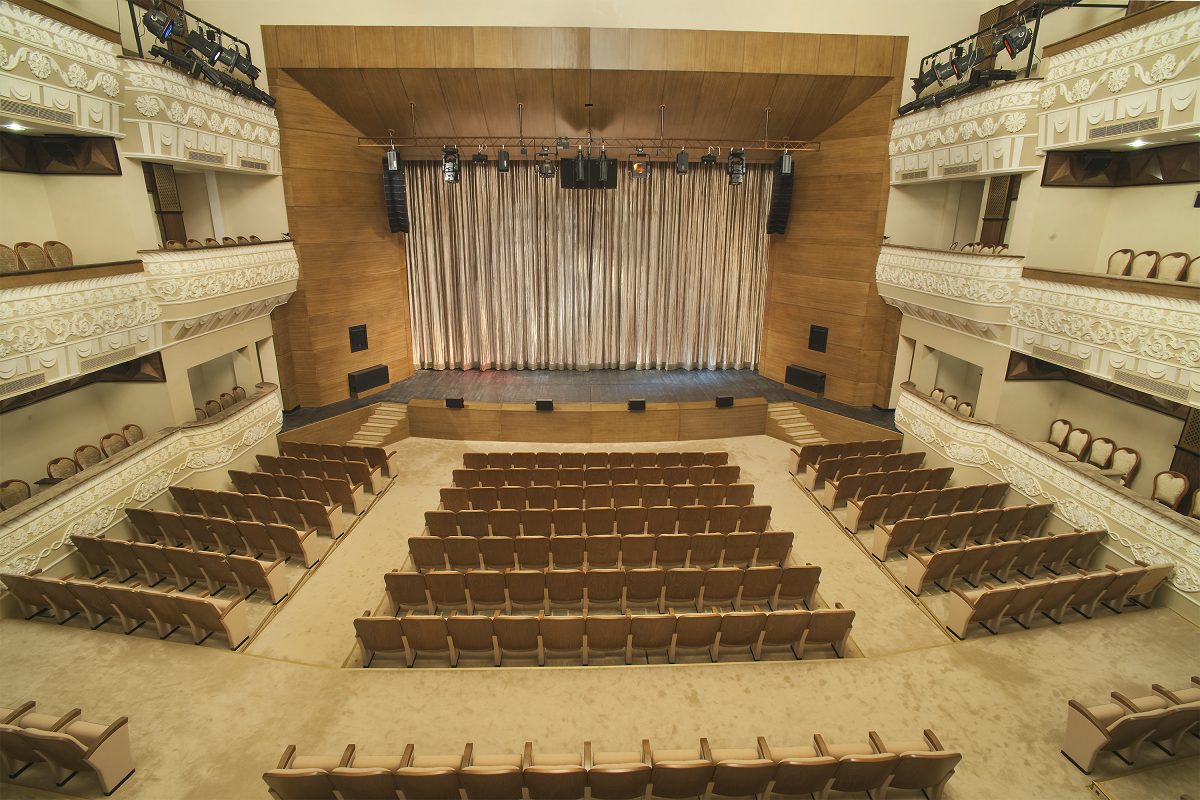
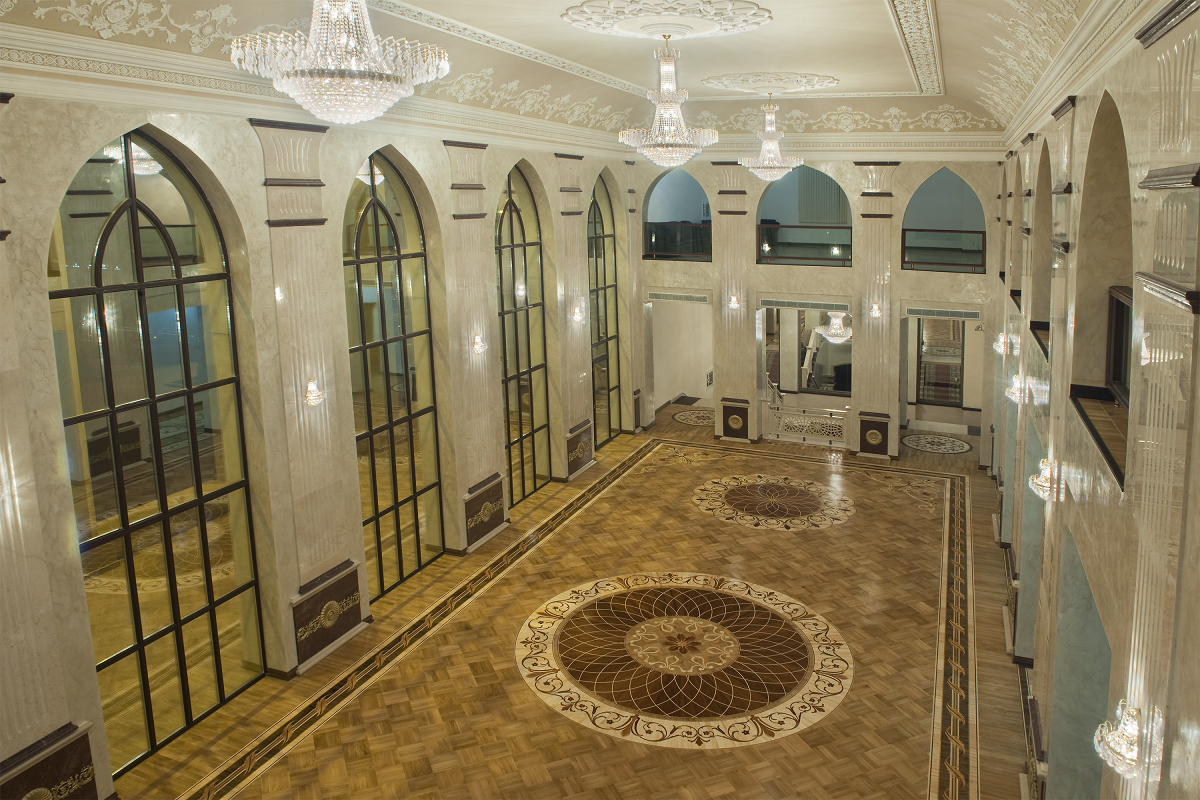
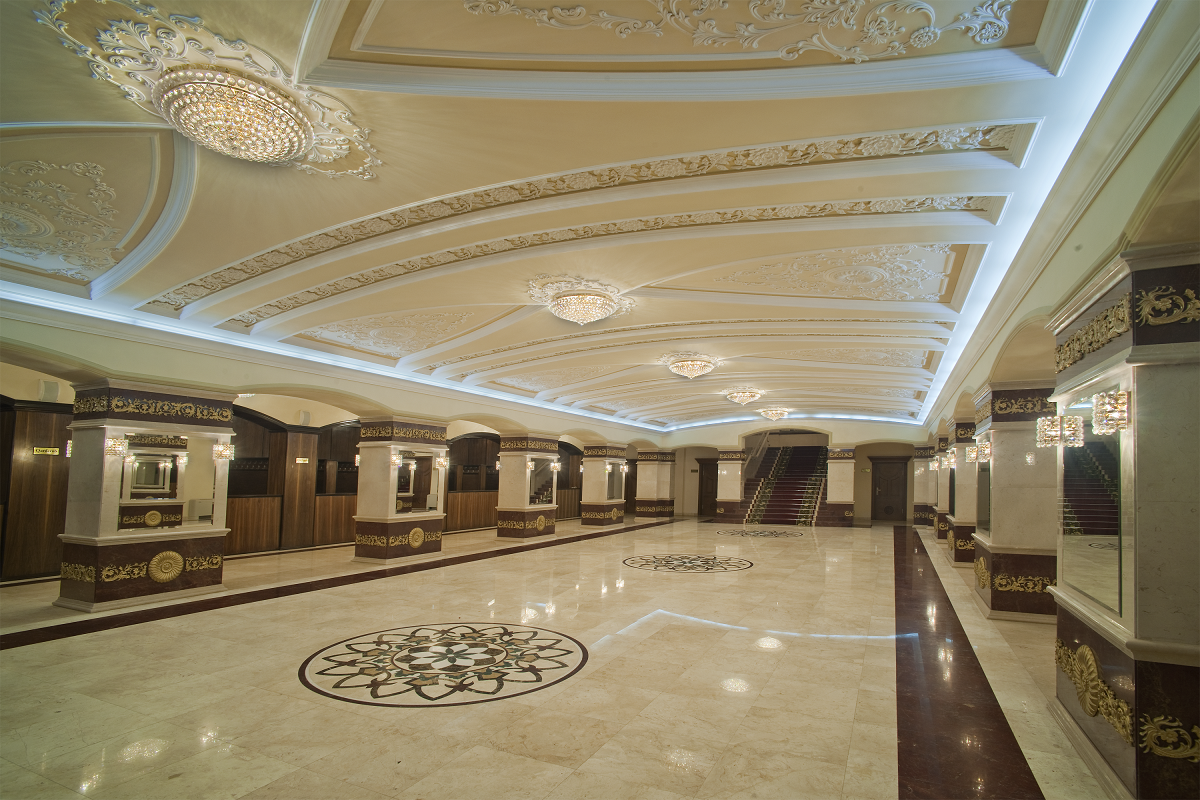
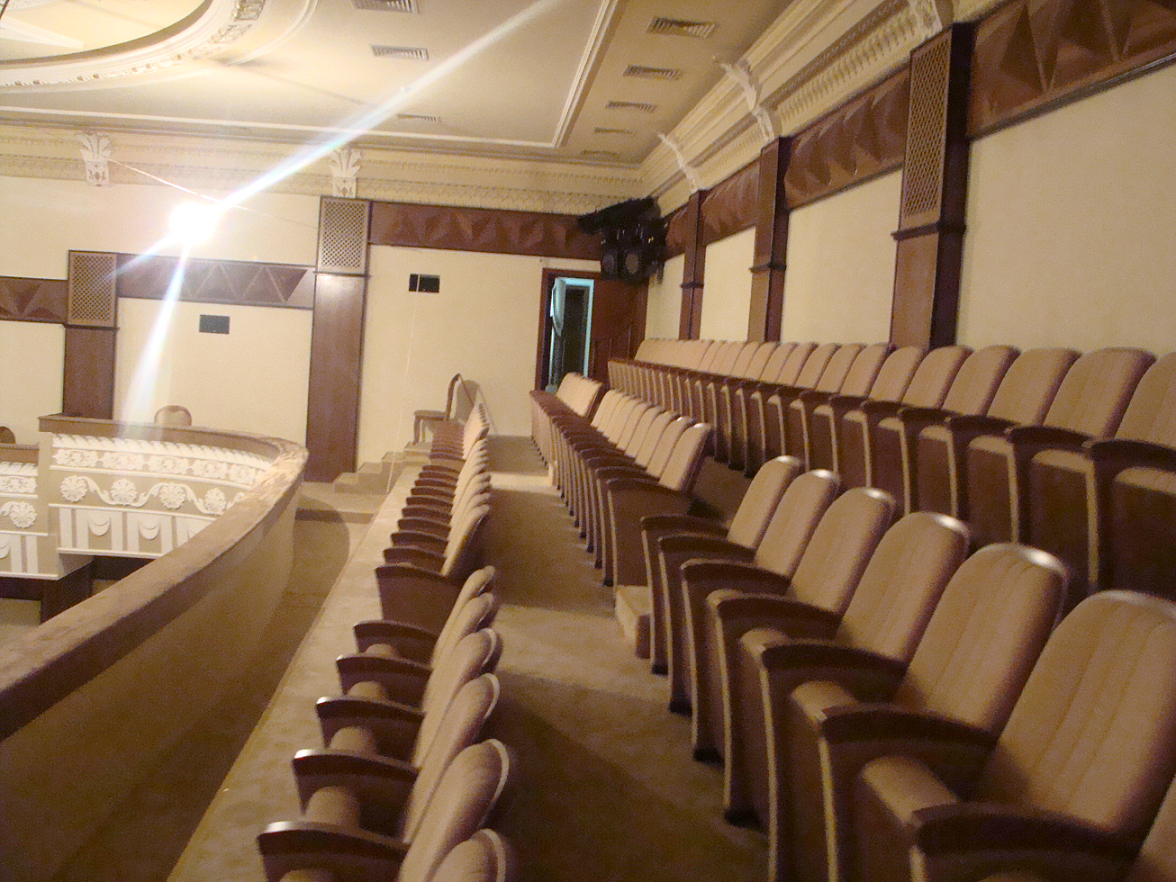

## Actividad del teatro
El teatro ha tenido, entre otros, actores como Husein Arablinskiy, Abbas Mirza Shafizadeh, Ulvi Radjab, Mukhtar Dadashev, Djakhangir Zeinalov, Mirza agha Aliyeva,Sidgi Rukhulla, Alesker Alekperov, Adil Iskenderov, Eugenia Olenskaya, Barat Shekinskaya o Leila Badirbayli. 
El repertorio del teatro consistía en obras de autores azerbaiyanos como Djafar Djabbarli, Mirza Fatali Akhundov, Ali bek Huseinzadeh, Nadja bek Vezirov, Husein Djavid, Sabir Takhmanov, Nariman Narimanov o Ilyas Efendiev, y clásicos  mundiales como William Shakespeare, Molière, Victor Hugo, Alejandro Dumas, Balzac, Pushkin, Lérmontov, Tolstói, Gógol, etc.
Las compañías del teatro han hecho giras por San Petersburgo, Kazán, Tiflis, Moscú, Tashkent, Asjabad, Turquía, Alemania, Chipre y otras ciudades y países.
Del 5 al 16 de agosto de 2006 la compañía del teatro participó en el III Festival del teatro del espacio en Estambul.
Del 10 al 20 de agosto de 2008 también participó en XVIII Festival internacional de teatro experimental en el Cairo, Egipto. con el espectáculo "Un juego criminal" de la obra "Crimen y castigo" de Lermontov
Del 11 al 18 de septiembre de 2011 participó en el festival "El teatro. Chekhov. Yalta" en Yalta, Crimea.

Los espectáculos
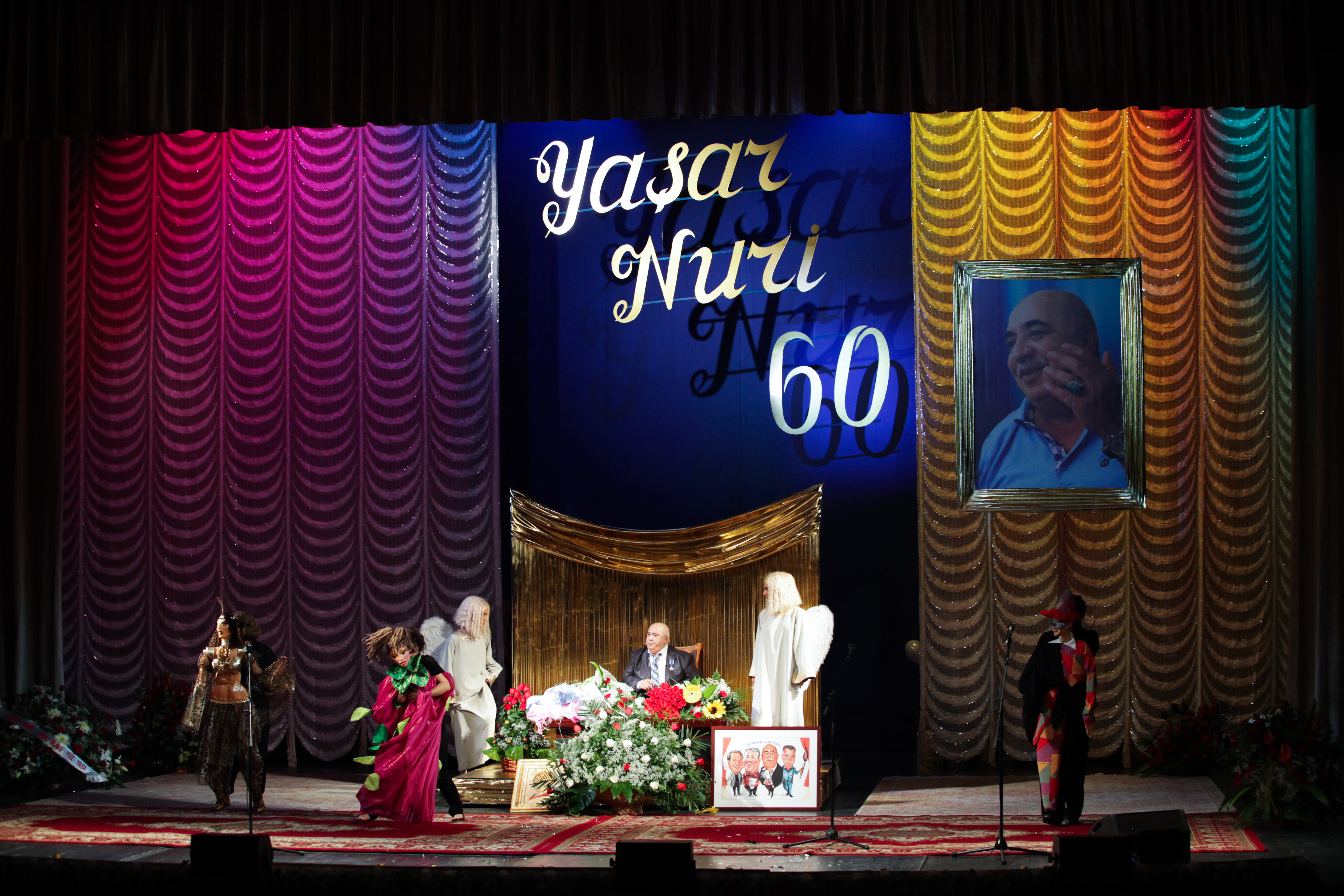
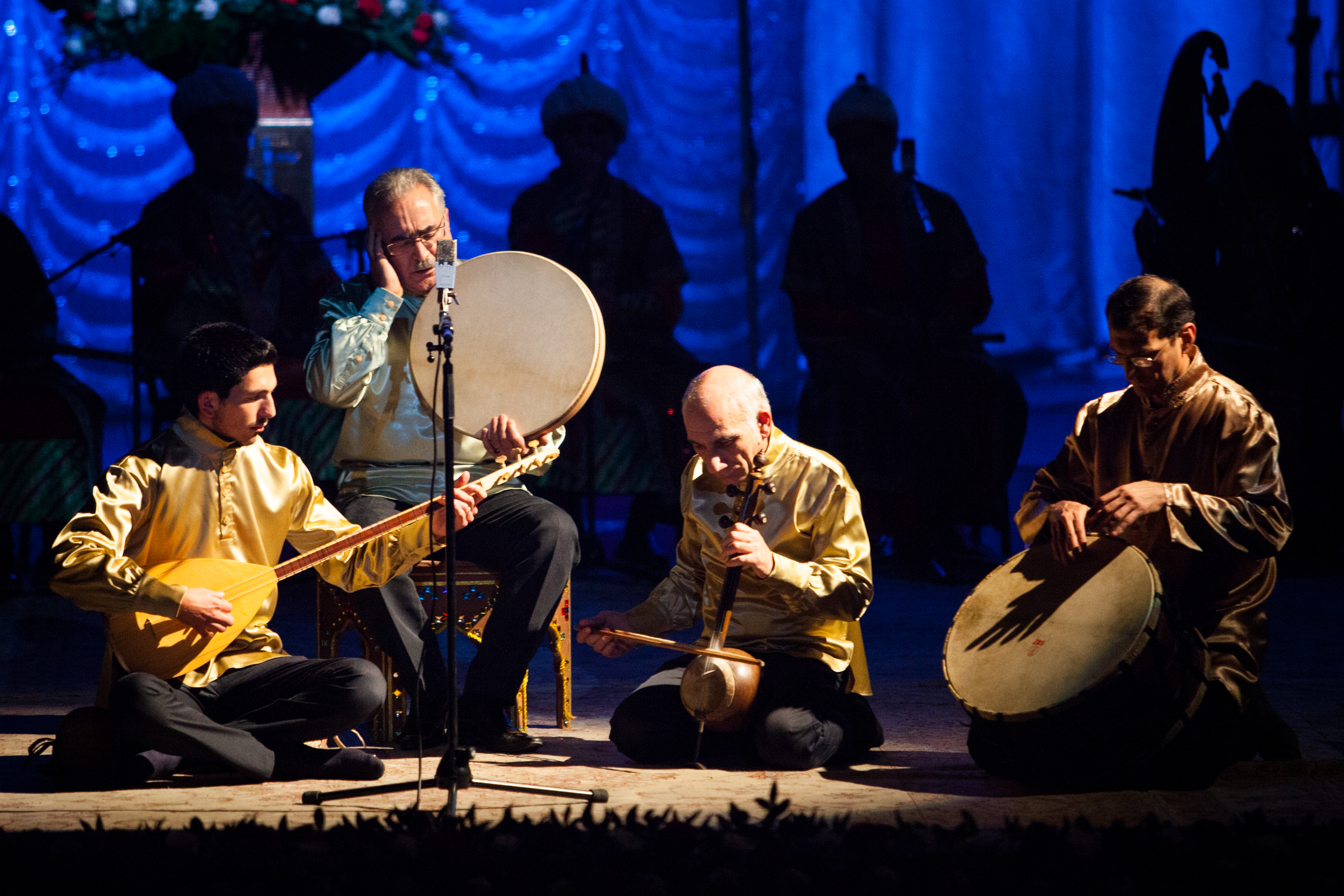
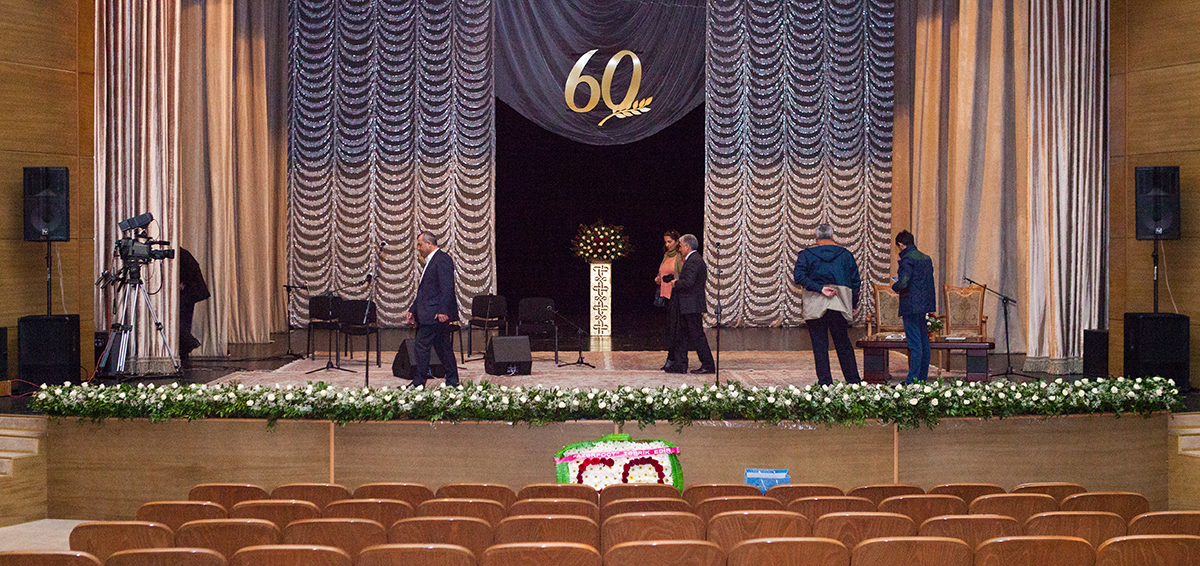
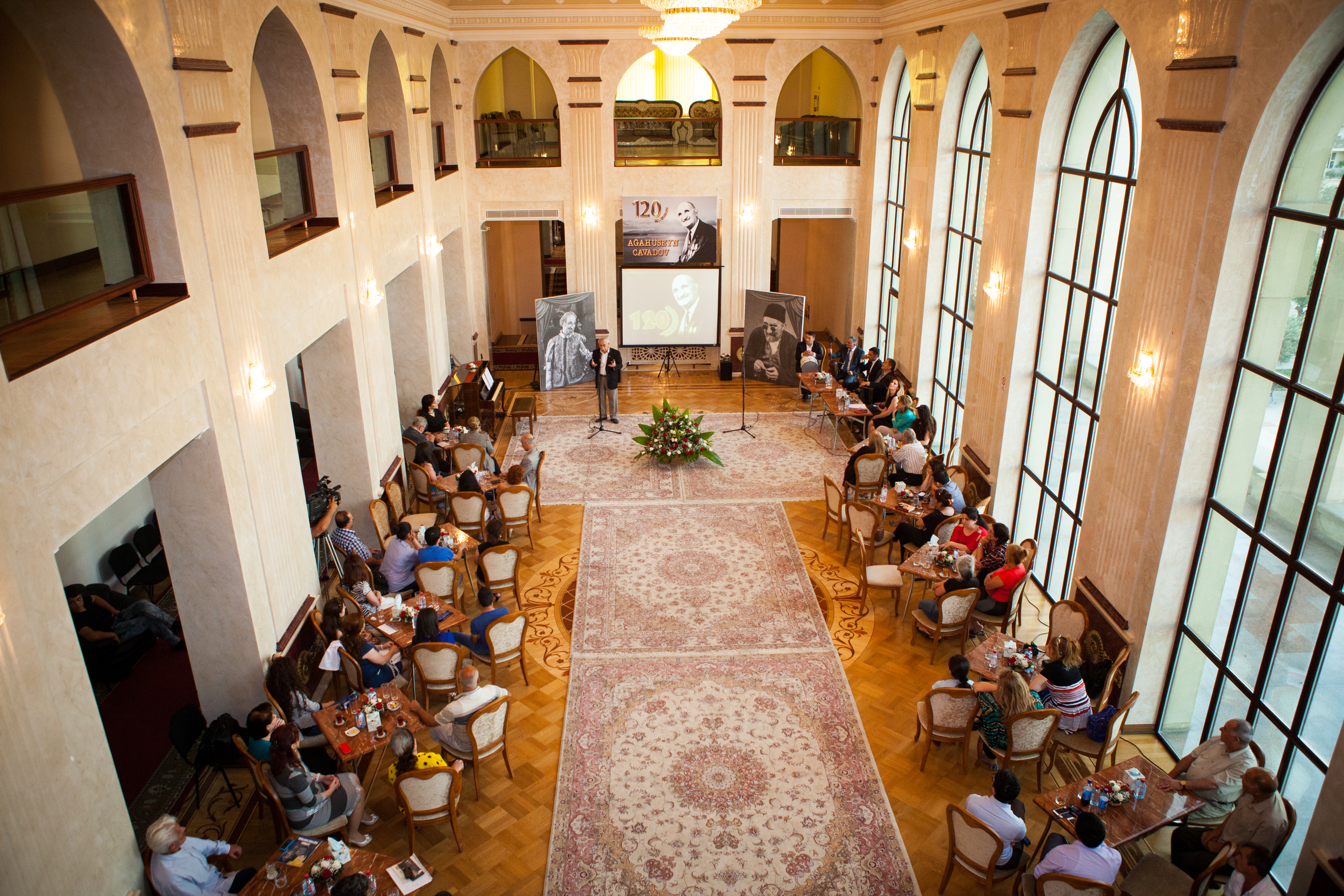
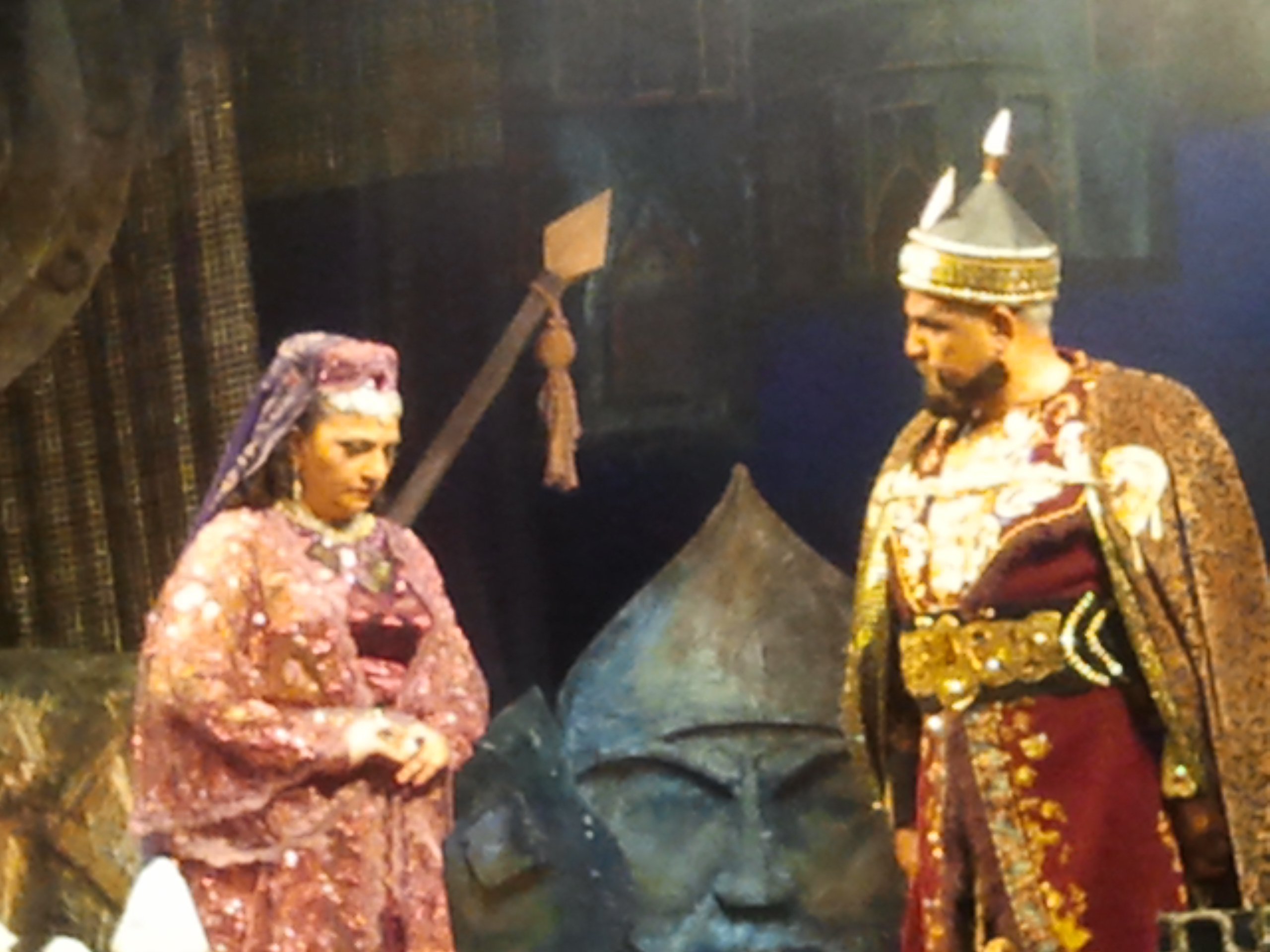